# Kyjatice
Kyjatice – wieś (obec) na Słowacji położona w kraju bańskobystrzyckim, w powiecie Rymawska Sobota.

## Historia
Jak wskazują znaleziska archeologiczne, teren Kyjatic był zamieszkany przez człowieka już w epoce brązu. Dokumentuje to m.in. znalezisko pochówków ciałopalnych, zaliczanych do kultury łużyckiej. Bogate znalezisko archeologiczne artefaktów z późnej epoki brązu, dokonane na terenie Kyjatic, dało nazwę kulturze kyjatyckiej.
Pierwsze wzmianki pisane o miejscowości pochodzą z roku 1413. Od XV do XVII w. należała do różnych rodów ziemiańskich. W wiekach XVI i XVII znacznie ucierpiała od najazdów oddziałów tureckich. W wieku XVIII należała do tzw. "państwa feudalnego" Kohárych z siedzibą na zamku murańskim. Zimą 1944/1945 r. w rejonie wsi działała jednostka partyzancka "Stalin". Spod okupacji niemieckiej wieś została wyzwolona 23 stycznia 1945 r.

## Ludność
Według danych z dnia 31 grudnia 2012, wieś zamieszkiwały 84 osoby, w tym 33 kobiety i 51 mężczyzn.
W 2001 roku rozkład populacji względem narodowości i przynależności etnicznej wyglądał następująco:
- Słowacy – 93,07%
- Czesi – 0,99%
- Romowie – 5,94%

Ze względu na wyznawaną religię struktura mieszkańców kształtowała się w 2001 roku następująco:
- Katolicy rzymscy – 56,44%
- Ewangelicy – 31,68%
- Ateiści – 11,88%

## Kościół
We wsi znajduje się kościół z połowy XIV w., obecnie ewangelicki. Bogato malowane wnętrze pozostało od średniowiecza niemal nienaruszone. Malowidła znajdują się przede wszystkim w prezbiterium, na łuku tęczowym i w północnej nawie. Te w prezbiterium pochodzą z lat 70. XIV w. Monumentalne przedstawienie Sądu Ostatecznego umieszczone w północnej nawie pochodzi z połowy XV w. Drewniany, malowany strop kasetonowy w nawie pochodzi z 1637 r. Wyposażenie wnętrza z XVII i XVIII w.

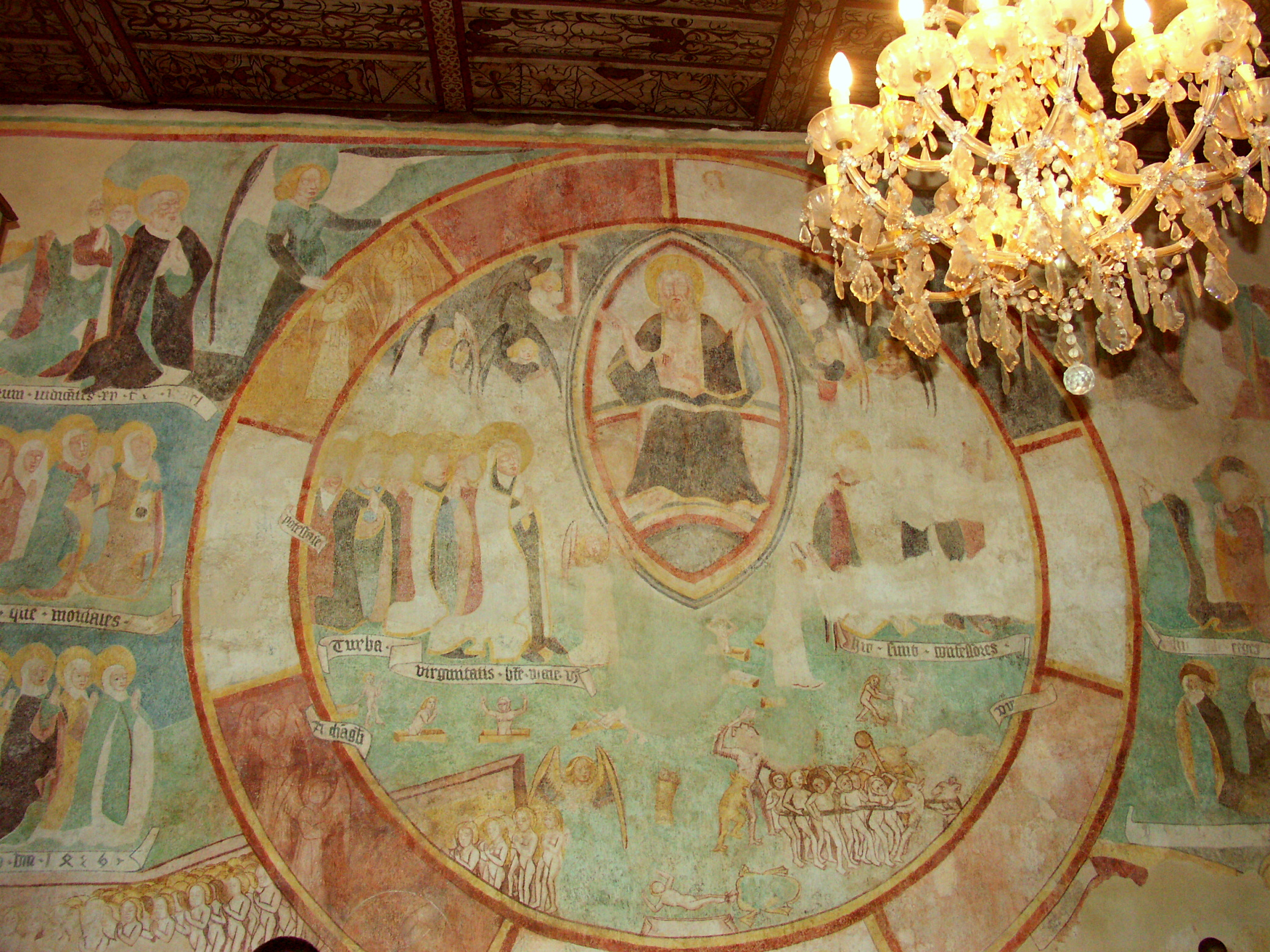
Sąd ostateczny
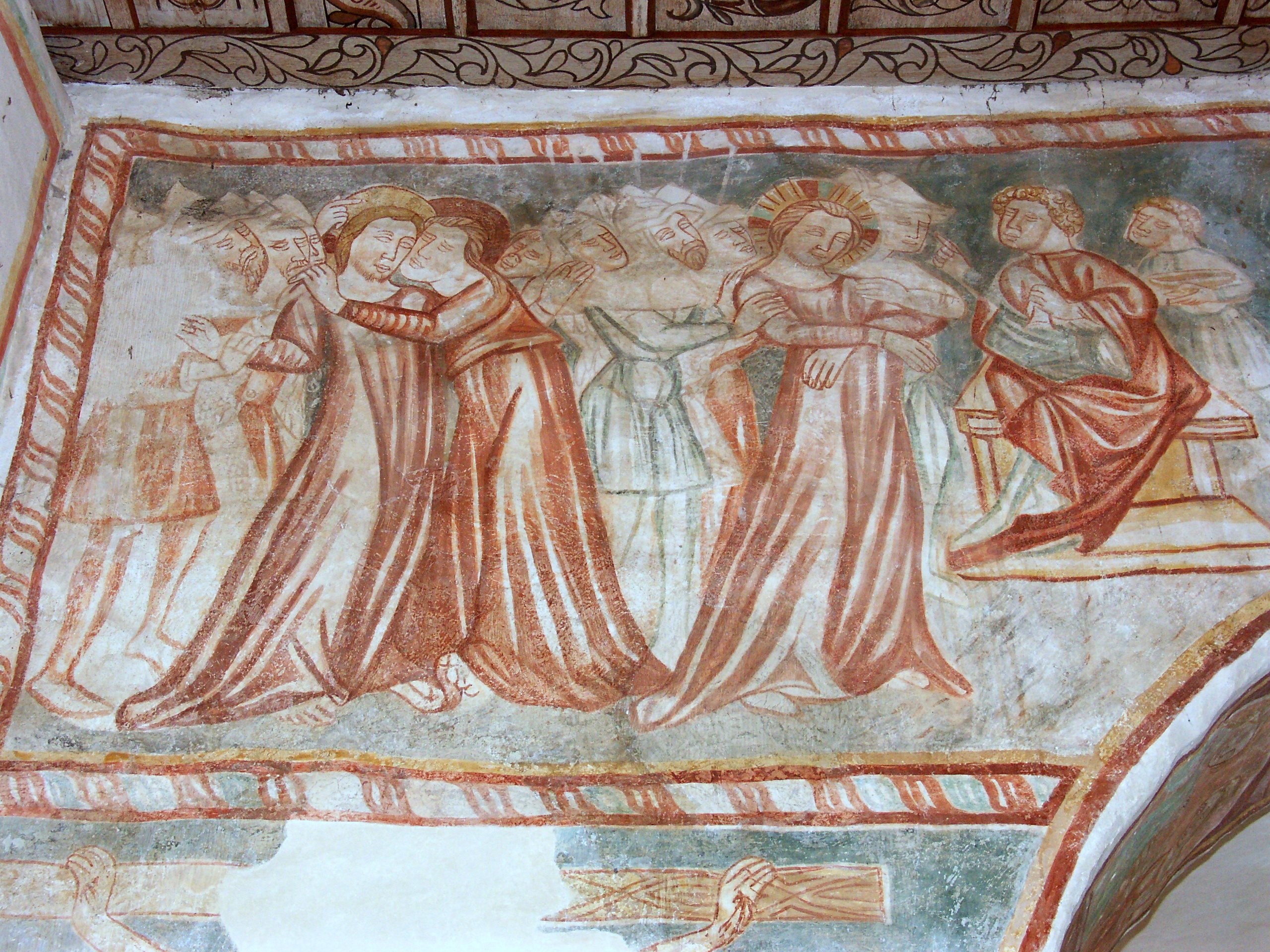
Malowidła po lewej stronie łuku tęczowego – Pocałunek Judasza i Chrystus przed Piłatem
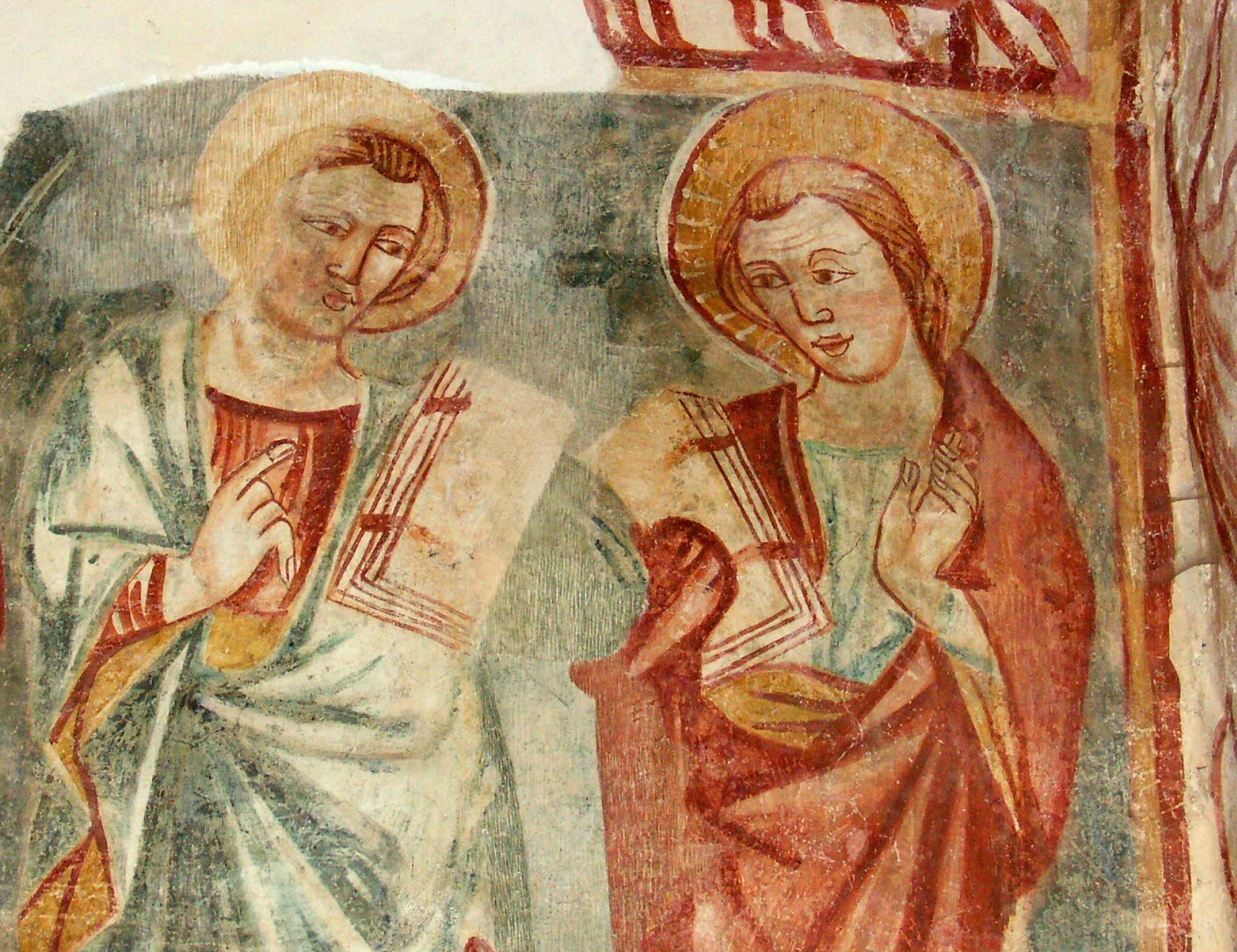
Święci
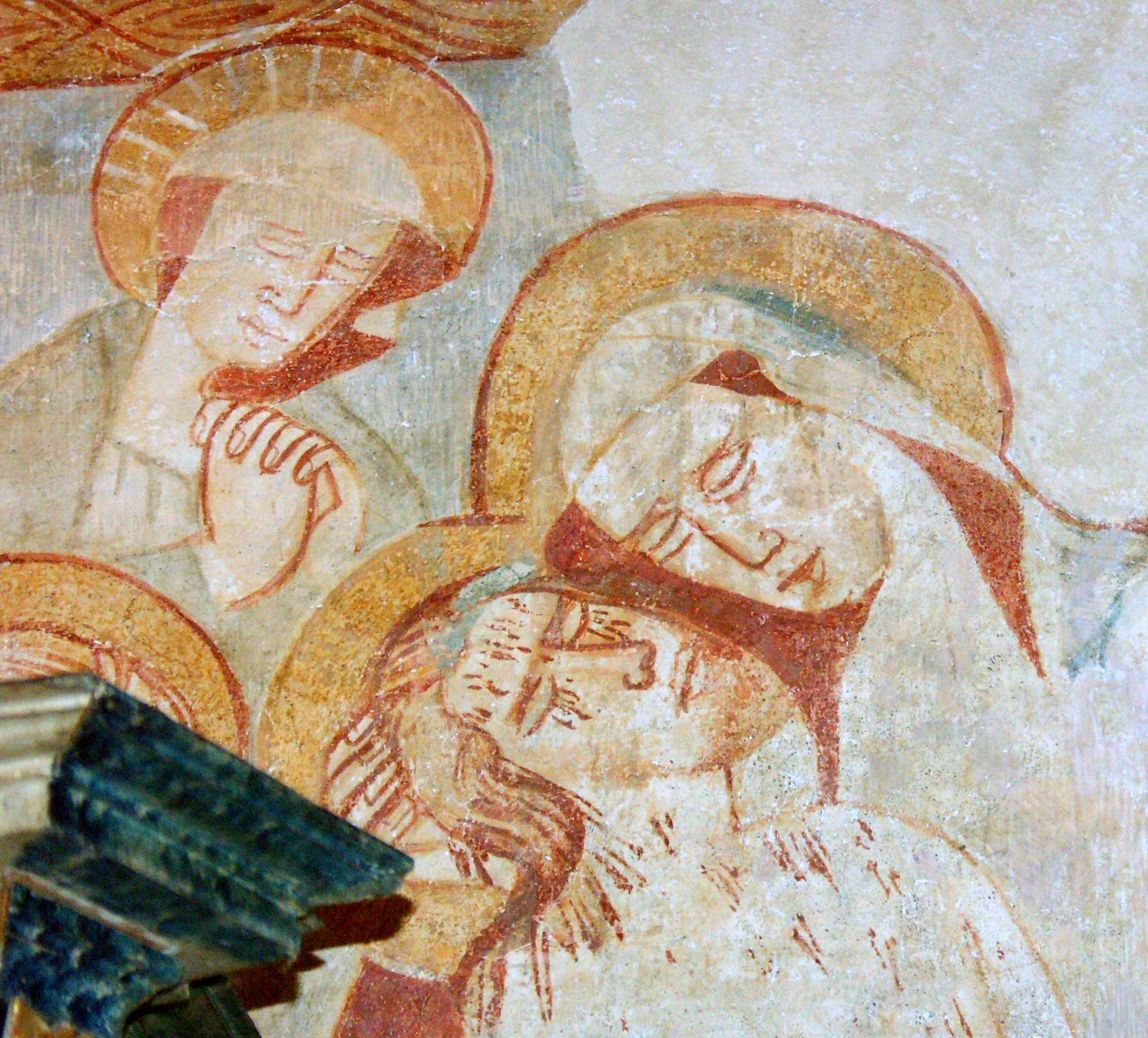
Opłakiwanie Chrystusa
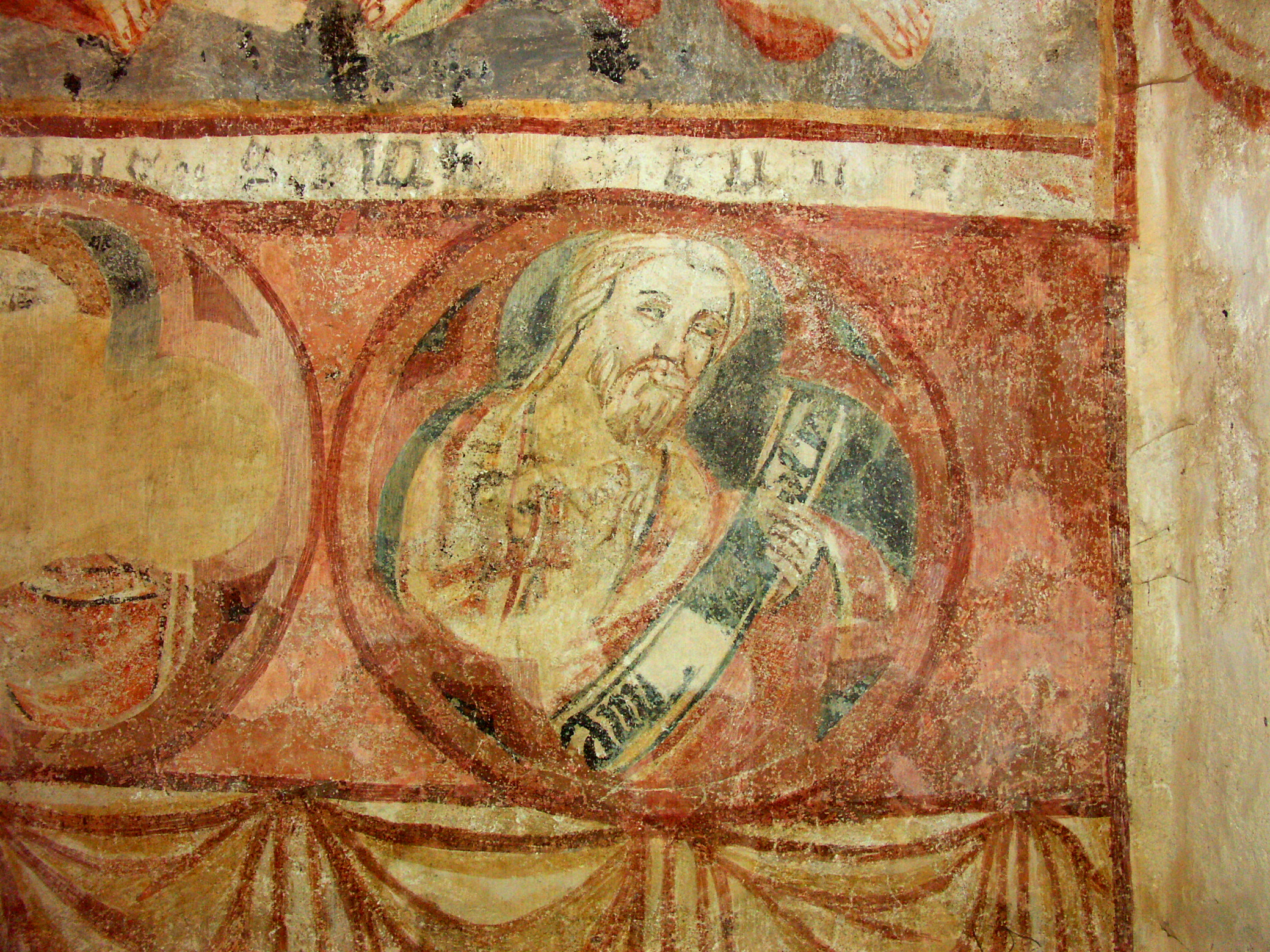
Detal
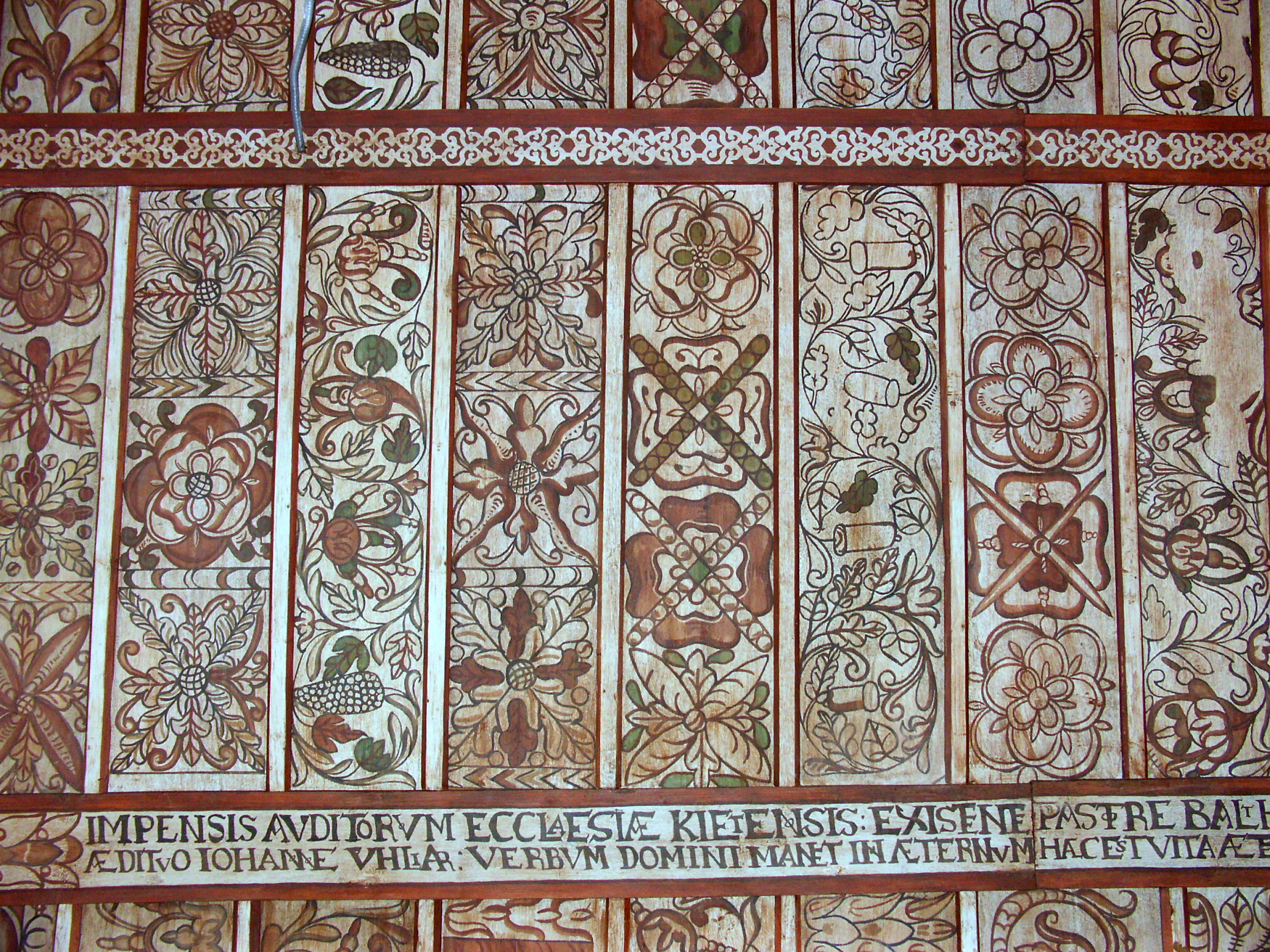
Malowany strop
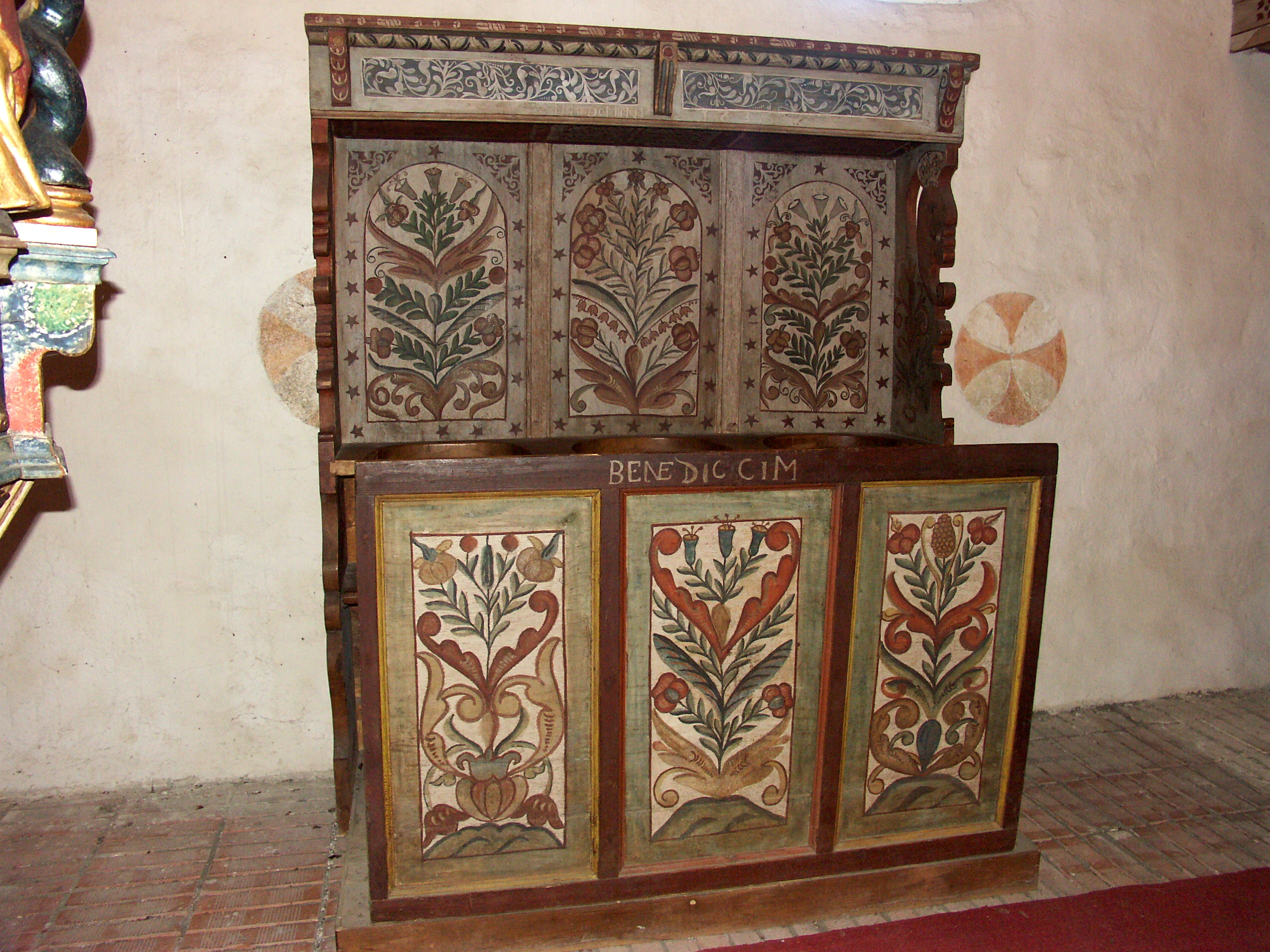
Malowana i rzeźbiona ławka